# Fragmentos de Paixão
Fragmentos de Paixão é um filme brasileiro do gênero documentário, dirigido e roteirizado por Iara Cardoso, com a participação do maior especialista em descargas atmosféricas do Brasil, Osmar Pinto Jr, e que conta a história de seis pessoas que tiveram suas vidas afetadas pelos raios no país com a maior incidência do fenômeno do mundo. O filme estreou em 11 de outubro de 2013 nos cinemas da rede Cinemark em São Paulo, Rio de Janeiro, São José dos Campos, Manaus e Porto Alegre.